# 茨城県霞ケ浦環境科学センター
茨城県霞ケ浦環境科学センター（いばらきけんかすみがうらかんきょうかがくセンター）は茨城県土浦市沖宿町にある、博物館・研究施設。霞ヶ浦の水質浄化を行う総合的な拠点として、2005年（平成17年）に開設された。

## 歴史
- 1995年（平成7年） - 霞ヶ浦周辺で開催された第6回世界湖沼会議において、設置が提唱される[1]。
- 2005年（平成17年） - 土浦市沖宿町に霞ケ浦環境科学センターとして設置。
- 2015年（平成27年)　- 開設10周年を迎え、霞ヶ浦文化体育会館で記念式典を開催し、東京海洋大学名誉博士のさかなクンが講演を行った[2]。

## 概要
所在地は土浦市沖宿町1853番地。敷地面積は約31000平方メートル、建物延床面積は約5000平方メートル。

## 利用案内
（以下の情報は2019年3月現在のもの）
- 開館時間…展示室は10時 - 16時30分（最終入室16時）、交流サロン、文献資料室は9時 - 17時、会議室、多目的ホール、研究室は9時30分 - 17時
- 休館日…毎週月曜日（祝祭日の場合は翌日）、年末年始
- 入館料…無料（会議室、多目的ホール、研究室の利用は有料・詳細は公式ウェブサイトを参照）

### 交通
- 常磐自動車道 土浦北インターチェンジから車で約20分。
- JR東日本 常磐線土浦駅から車で約15分。
- JR東日本 常磐線土浦駅から関東鉄道バス「土浦協同病院」行き、または「霞ヶ浦広域バス」（玉造駅行き）乗車25分、「土浦協同病院」バス停下車後徒歩約20分。
- 霞ヶ浦大橋から車で約20分。

## 館内
館内の主な施設は次の通り。
| 階      | 主な施設                                                       |
| ------- | -------------------------------------------------------------- |
| 2階     | 交流サロン、文献資料室、会議室A・B、                           |
| 1階西側 | エントランスホール、展示室、展示交流広場、多目的ホール、研修室 |
| 1階東側 | 管理事務室、センター長室、各種研究室・分析室                   |

- 1階は西側が、展示室などの一般客向けのゾーンに、東側は各種の研究室や分析室がある研究ゾーンとなっている。

## イベント
- 大規模なイベントとしては、毎年2月に「環境学習フェスタ」、6月に2回にわたって「環境月間イベント」[5]、8月には、2005年から2018年まで「夏まつり」を開催した。2019年からは、「霞ヶ浦ECOフェスティバル」として同時期に開催している。2018年の夏祭りでは「第17回世界湖沼会議サテライトつちうら」を同時開催した。[6]
- 過去には、5月の連休期間に合わせ、「こども環境フェスティバル」を開催していた。
- その他にも定期的に、「霞ヶ浦自然観察会」「サイエンスラボ」「霞ヶ浦学講座」「霞ヶ浦コンシェルジュ養成講座」が行われている。
- 2018年（平成30年）には、第17回世界湖沼会議が23年ぶりに、「いばらき霞ヶ浦2018」として霞ヶ浦近隣の市町村で開かれたことを踏まえ、同年11月18日にシンポジウム「第17回世界湖沼会議を終えて その成果と課題を探る」を開催した[7]。